# Гула Надія Максимівна
Надія Максимівна Гула (нар. 12 червня 1936, Київ) — українська науковиця в галузі медичної біохімії, доктор біологічних наук (1975), професор (2002), член-кореспондент Національної академії наук України (1991) та Академії медичних наук України (1993).

## Біографія
Народилася 12 червня 1936 року в Києві в родині науковців-біохіміків Максима Федотовича Гулого (1905—2007) та Марії Андріївни Коломійченко (1909—1995).
У 1959 році з відзнакою закінчила лікувальний факультет Київського медичного інституту, а в 1962 році закінчила аспірантуру кафедри біохімії й там же захистила кандидатську дисертацію з біохімії вітамінів.
Перейшовши працювати в Інститут ендокринології та обміну речовин, у 1975 році Н. М. Гула захистила докторську дисертацію.
З 1975 року працює в Інституті біохімії ім. О. В. Палладіна НАН України, де пройшла шлях від старшого наукового співробітника до керівника відділу біохімії ліпідів (1992).
Основними напрямами наукових розробок Надії Максимівни є фундаментальні дослідження вітамінів, гормонів і біологічно активних ліпідів.
Н. М. Гула — автор близько 250 наукових праць, серед яких фундаментальні дослідження. Вона підготувала 2 докторів і 16 кандидатів біологічних наук.

## Нагороди та звання
- Нагороджена орденом Княгині Ольги (2000) та медаллю Міжнародного академічного рейтингу «Золота Фортуна» (2006).
- Лауреат Державної премії України в галузі науки і техніки (2010).
- Була членом експертної ради ВАК України, експертної ради Комітету з Державних премій України в галузі науки і техніки, головою Київського відділення Українського біохімічного товариства, членом редакційних колегій «Журналу Національної академії медичних наук України» та «Українського біохімічного журналу».